# Teapot Dome-skandalen
Teapot Dome-skandalen var en amerikansk korruptionsskandal uppdagad 1922 under den dåvarande Hardingadministrationen. Mot ersättning hade flera av Hardings ministrar, tidigare kritiserade som tillsatta på grund av sin vänskap med Harding, tillåtit privata näringsidkare att pumpa från oljefält garanterade för krigsmaktens bruk, däribland en i Teapot Rock i Wyoming. Inrikesminister Albert B. Fall begärde avsked i mars 1923, och avtjänade ett år i fängelse för korruption.
Skandalen försvagade också den allmänna bilden av Hardingadministrationen, som redan börjat avta i popularitet på grund av agerandet vid den stora järnvägsstrejken 1922 och presidentens veto vid frågan Bonus Bill 1922.